# Ranking Folha
Ranking da Folha é um sistema de classificação histórico dos clubes de futebol brasileiros instituído pelo jornal Folha de S.Paulo em 1996.
Tradicionalmente, em todo final de temporada, a Folha de S.Paulo atualiza seu ranking dos times brasileiros, que leva em conta títulos de campeão e de vice-campeonatos em um recorte que abrange toda a história. Desta forma, o ranking não é “zerado” ano a ano; ou seja, leva em conta todos os títulos da história dos clubes e é atualizado todo final de ano. Para ingressar na lista, um time precisa ter no currículo pelo menos um título de campeão ou vice-campeonato de relevância nacional (Brasileiro ou Copa do Brasil) ou internacional (Libertadores, Sul-Americana e Mundial, por exemplo), o que explica a ausência de equipes que são tradicionais dentro dos seus estados, como o América Mineiro, Santa Cruz e Avaí.
A partir de 2012, a Folha passou a adotar a unificação de títulos brasileiros, implantada pela CBF no fim de 2010. Sendo assim, o jornal deixou de fazer distinções entre títulos do Torneio Roberto Gomes Pedrosa, da Taça Brasil e da versão moderna do Brasileiro, iniciada em 1971. Com isso, Santos e Palmeiras passaram a ser considerados os maiores campeões brasileiros da história, com oito troféus cada - somente após vencer o Campeonato Brasileiro de 2016 o Palmeiras chegaria à sua nona conquista e se isolaria como o maior detentor de títulos nacionais. 
A decisão foi tomada durante revisão dos critérios do Ranking Folha, em consulta realizada com os colunistas de futebol Juca Kfouri, Tostão, Xico Sá e Lúcio Ribeiro. Apesar disso, o ranking continua diferenciando a pontuação de cada um desses torneios, devido às dificuldades e formatos de disputa de cada competição. O campeão do Brasileiro acumula 25 pontos, o vencedor do Roberto Gomes Pedrosa, 20, e o da Taça Brasil, 15.
Na edição de 2013, ocorreu a adição de uma faixa intermediária de pontuação para os campeonatos estaduais.
Com a alteração, apenas os campeonatos Gaúcho e Mineiro continuaram distribuindo sete pontos para o campeão e três para o vice.
Baiano, Cearense, Goiano, Pernambucano, Paranaense e Catarinense tiveram suas pontuações rebaixadas: o campeão passou a contabilizar seis pontos e o vice, apenas dois. Minas Gerais e Rio Grande do Sul somam dez títulos de campeão brasileiros, doze da Copa do Brasil e oito Copas Libertadores da América. Seis Estados que antes ganhavam sete pontos ao conquistar o torneio estadual venceram cinco Brasileiros, duas Copas do Brasil e nenhuma Libertadores.
O Ranking Folha conta títulos de campeão e de vices obtidos na elite do futebol nacional, regional, estadual e internacional.
Na edição de 2014, entretanto, após a FIFA reconhecer a Copa Rio Internacional de 1951 como o primeiro título a nível mundial entre clubes o Palmeiras - vencedor daquela competição -, voltou a figurar entre os três primeiros do ranking, uma vez que o título foi equiparado à categoria dos intercontinentais e passou a contabilizar 30 (trinta) pontos ao campeão.

## Critérios de pontuação
- Para figurar no ranking, uma equipe tem de ter ao menos um título ou vice em um torneio de nível nacional ou internacional.[5] Por conta disso, o Ituano, campeão paulista em 2015 não figura nesta lista, mas a Ponte Preta, vice da copa sul-americana em 2013, sim.
- Para um torneio ganhar uma pontuação e aparecer no ranking, ele precisa ter representatividade, cunho oficial e sequência. Assim, campeonatos disputados uma só vez não são computados.[6]
- Torneios que reúnem apenas 2 clubes, como a Recopa Sul-Americana, por exemplo, não rendem pontos ao Vice-campeão, pois o mesmo já foi bonificado por ter sido o vencedor de uma outra competição internacional.[6]

- - Sobre o polêmico Brasileirão de 1987, o jornal deu pontuação ao campeão e vice oficial pela CBF (Sport e Guarani, respectivamente) e ao ao campeão e vice do Módulo Verde (Flamengo e Internacional, respectivamente), por levar em conta o aspecto técnico do Módulo Verde.[6]

## Ranking atual
| Pos.    | Pos.                   | Clube               | UF | Pontos |
| Em 2012 | Comparados aos de 2011 | Clube               | UF | Pontos |
| ------- | ---------------------- | ------------------- | -- | ------ |
| 1º      | Estável                | Flamengo            | RJ | 931    |
| 2º      | (1)                    | São Paulo           | SP | 909    |
| 3º      | Estável                | Palmeiras           | SP | 831    |
| 4º      | (1)                    | Corinthians         | SP | 822    |
| 5º      | (1)                    | Santos              | SP | 809    |
| 6º      | Estável                | Cruzeiro            | MG | 727    |
| 7º      | Estável                | Vasco da Gama       | RJ | 716    |
| 8º      | (1)                    | Internacional       | RS | 703    |
| 9º      | (1)                    | Fluminense          | RJ | 649    |
| 10º     | Estável                | Grêmio              | RS | 649    |
| 11º     | Estável                | Atlético Mineiro    | MG | 517    |
| 12º     | Estável                | Botafogo            | RJ | 488    |
| 13º     | Estável                | Bahia               | BA | 382    |
| 14º     | Estável                | Sport               | PE | 356    |
| 15º     | Estável                | Fortaleza           | CE | 309    |
| 16º     | Estável                | Ceará               | CE | 305    |
| 17º     | Estável                | Coritiba            | PR | 302    |
| 18º     | (1)                    | Paysandu            | PA | 273    |
| 19º     | (1)                    | Vitória             | BA | 270    |
| 20º     | Estável                | Atlético Paranaense | PR | 231    |
| 21º     | (2)                    | CSA                 | AL | 215    |
| 22º     | Estável                | Goiás               | GO | 209    |
| 23º     | (2)                    | Náutico             | PE | 198    |
| 24º     | Estável                | Figueirense         | SC | 114    |
| 25º     | (1)                    | Portuguesa          | SP | 98     |
| 26º     | (1)                    | Criciúma            | SC | 89     |
| 27º     | Estável                | Bangu               | RJ | 70     |
| 28º     | (1)                    | Guarani             | SP | 69     |
| 29º     | (1)                    | São Caetano         | SP | 67     |
| 30º     | Estável                | Brasiliense         | DF | 48     |
| 31º     | Estável                | Bragantino          | SP | 25     |
| 32º     | Estável                | Paulista            | SP | 25     |
| 33º     | Estável                | Santo André         | SP | 25     |

| Pos.    | Pos.                   | Clube               | UF | Pontos |
| Em 2013 | Comparados aos de 2012 | Clube               | UF | Pontos |
| ------- | ---------------------- | ------------------- | -- | ------ |
| 1º      | (1)                    | Flamengo            | RJ | 931    |
| 2º      | (1)                    | São Paulo           | SP | 931    |
| 3º      | (1)                    | Corinthians         | SP | 837    |
| 4º      | (1)                    | Palmeiras           | SP | 831    |
| 5º      | Estável                | Santos              | SP | 816    |
| 6º      | Estável                | Cruzeiro            | MG | 755    |
| 7º      | Estável                | Vasco da Gama       | RJ | 716    |
| 8º      | Estável                | Internacional       | RS | 710    |
| 9º      | Estável                | Grêmio              | RS | 664    |
| 10º     | (1)                    | Fluminense          | RJ | 649    |
| 11º     | Estável                | Atlético Mineiro    | MG | 559    |
| 12º     | Estável                | Botafogo            | RJ | 498    |
| 13º     | Estável                | Bahia               | BA | 384    |
| 14º     | Estável                | Sport               | PE | 358    |
| 15º     | (1)                    | Ceará               | CE | 311    |
| 16º     | (1)                    | Fortaleza           | CE | 309    |
| 17º     | Estável                | Coritiba            | PR | 308    |
| 18º     | Estável                | Paysandu            | PA | 278    |
| 19º     | Estável                | Vitória             | BA | 276    |
| 20º     | Estável                | Atlético Paranaense | PR | 243    |
| 21º     | Estável                | CSA                 | AL | 216    |
| 22º     | Estável                | Goiás               | GO | 215    |
| 23º     | Estável                | Náutico             | PE | 198    |
| 24º     | Estável                | Figueirense         | SC | 114    |
| 25º     | Estável                | Portuguesa          | SP | 98     |
| 26º     | Estável                | Criciúma            | SC | 95     |
| 27º     | Estável                | Bangu               | RJ | 70     |
| 28º     | Estável                | Guarani             | SP | 69     |
| 29º     | Estável                | São Caetano         | SP | 67     |
| 30º     | Estável                | Brasiliense         | DF | 53     |
| 31º     | (4)                    | Ponte Preta         | SP | 45     |
| 32º     | (1)                    | Juventude           | RS | 25     |
| 33º     | (1)                    | Bragantino          | SP | 25     |
| 34º     | (1)                    | Paulista            | SP | 22     |
| 35º     | (1)                    | Santo André         | SP | 22     |

| Pos.    | Pos.                   | Clube               | UF | Pontos |
| Em 2014 | Comparados aos de 2013 | Clube               | UF | Pontos |
| ------- | ---------------------- | ------------------- | -- | ------ |
| 1º      | (1)                    | São Paulo           | SP | 946    |
| 2º      | (1)                    | Flamengo            | RJ | 941    |
| 3º      | (1)                    | Palmeiras           | SP | 861    |
| 4º      | (1)                    | Corinthians         | SP | 837    |
| 5º      | Estável                | Santos              | SP | 823    |
| 6º      | Estável                | Cruzeiro            | MG | 797    |
| 7º      | Estável                | Vasco da Gama       | RJ | 733    |
| 8º      | Estável                | Internacional       | RS | 717    |
| 9º      | Estável                | Grêmio              | RS | 667    |
| 10º     | Estável                | Fluminense          | RJ | 649    |
| 11º     | Estável                | Atlético Mineiro    | MG | 582    |
| 12º     | Estável                | Botafogo            | RJ | 498    |
| 13º     | Estável                | Bahia               | BA | 390    |
| 14º     | Estável                | Sport               | PE | 371    |
| 15º     | Estável                | Ceará               | CE | 320    |
| 16º     | Estável                | Fortaleza           | CE | 311    |
| 17º     | Estável                | Coritiba            | PR | 308    |
| 18º     | Estável                | Paysandu            | PA | 282    |
| 19º     | Estável                | Vitória             | BA | 278    |
| 20º     | Estável                | Atlético Paranaense | PR | 243    |
| 21º     | (1)                    | Goiás               | GO | 217    |
| 22º     | (1)                    | CSA                 | AL | 216    |
| 23º     | Estável                | Náutico             | PE | 200    |
| 24º     | Estável                | Figueirense         | SC | 120    |
| 25º     | Estável                | Portuguesa          | SP | 98     |
| 26º     | Estável                | Criciúma            | SC | 95     |
| 27º     | Estável                | Bangu               | RJ | 70     |
| 28º     | Estável                | Guarani             | SP | 69     |
| 29º     | Estável                | São Caetano         | SP | 67     |
| 30º     | Estável                | Brasiliense         | DF | 53     |
| 31º     | Estável                | Ponte Preta         | SP | 45     |
| 32º     | Estável                | Juventude           | RS | 40     |
| 33º     | Estável                | Bragantino          | SP | 25     |
| 34º     | Estável                | Paulista            | SP | 22     |
| 35º     | Estável                | Santo André         | SP | 22     |

| Pos.    | Pos.                   | Clube               | UF | Pontos |
| Em 2015 | Comparados aos de 2014 | Clube               | UF | Pontos |
| ------- | ---------------------- | ------------------- | -- | ------ |
| 1º      | Estável                | São Paulo           | SP | 946    |
| 2º      | Estável                | Flamengo            | RJ | 941    |
| 3º      | Estável                | Palmeiras           | SP | 883    |
| 4º      | Estável                | Corinthians         | SP | 862    |
| 5º      | Estável                | Santos              | SP | 843    |
| 6º      | Estável                | Cruzeiro            | MG | 797    |
| 7º      | Estável                | Vasco da Gama       | RJ | 733    |
| 8º      | Estável                | Internacional       | RS | 724    |
| 9º      | Estável                | Grêmio              | RS | 670    |
| 10º     | Estável                | Fluminense          | RJ | 649    |
| 11º     | Estável                | Atlético Mineiro    | MG | 604    |
| 12º     | Estável                | Botafogo            | RJ | 505    |
| 13º     | Estável                | Bahia               | BA | 399    |
| 14º     | Estável                | Sport               | PE | 371    |
| 15º     | Estável                | Ceará               | CE | 329    |
| 16º     | Estável                | Fortaleza           | CE | 317    |
| 17º     | Estável                | Coritiba            | PR | 310    |
| 18º     | Estável                | Paysandu            | PA | 282    |
| 19º     | Estável                | Vitória             | BA | 278    |
| 20º     | Estável                | Atlético Paranaense | PR | 243    |
| 21º     | Estável                | Goiás               | GO | 223    |
| 22º     | Estável                | CSA                 | AL | 216    |
| 23º     | Estável                | Náutico             | PE | 200    |
| 24º     | Estável                | Figueirense         | SC | 126    |
| 25º     | Estável                | Portuguesa          | SP | 98     |
| 26º     | Estável                | Criciúma            | SC | 95     |
| 27º     | Estável                | Bangu               | RJ | 70     |
| 28º     | Estável                | Guarani             | SP | 69     |
| 29º     | Estável                | São Caetano         | SP | 67     |
| 30º     | Estável                | Brasiliense         | DF | 53     |
| 31º     | Estável                | Ponte Preta         | SP | 45     |
| 32º     | Estável                | Juventude           | RS | 40     |
| 33º     | Estável                | Bragantino          | SP | 25     |
| 34º     | Estável                | Paulista            | SP | 22     |
| 35º     | Estável                | Santo André         | SP | 22     |

| Pos.    | Pos.                   | Clube               | UF | Pontos |
| Em 2016 | Comparados aos de 2015 | Clube               | UF | Pontos |
| ------- | ---------------------- | ------------------- | -- | ------ |
| 1º      | Estável                | São Paulo           | SP | 946    |
| 2º      | Estável                | Flamengo            | RJ | 941    |
| 3º      | Estável                | Palmeiras           | SP | 908    |
| 4º      | (1)                    | Santos              | SP | 868    |
| 5º      | (1)                    | Corinthians         | SP | 862    |
| 6º      | Estável                | Cruzeiro            | MG | 797    |
| 7º      | Estável                | Vasco da Gama       | RJ | 743    |
| 8º      | Estável                | Internacional       | RS | 731    |
| 9º      | Estável                | Grêmio              | RS | 685    |
| 10º     | Estável                | Fluminense          | RJ | 656    |
| 11º     | Estável                | Atlético Mineiro    | MG | 617    |
| 12º     | Estável                | Botafogo            | RJ | 512    |
| 13º     | Estável                | Bahia               | BA | 401    |
| 14º     | Estável                | Sport               | PE | 373    |
| 15º     | Estável                | Ceará               | CE | 329    |
| 16º     | Estável                | Fortaleza           | CE | 323    |
| 17º     | Estável                | Coritiba            | PR | 312    |
| 18º     | Estável                | Paysandu            | PA | 294    |
| 19º     | Estável                | Vitória             | BA | 284    |
| 20º     | Estável                | Atlético Paranaense | PR | 252    |
| 21º     | Estável                | Goiás               | GO | 229    |
| 22º     | Estável                | CSA                 | AL | 217    |
| 23º     | Estável                | Náutico             | PE | 200    |
| 24º     | Estável                | Figueirense         | SC | 126    |
| 25º     | Estável                | Portuguesa          | SP | 98     |
| 26º     | Estável                | Criciúma            | SC | 95     |
| 27º     | Estável                | Bangu               | RJ | 70     |
| 28º     | Estável                | Guarani             | SP | 69     |
| 29º     | Estável                | São Caetano         | SP | 67     |
| 30º     | Aumento                | Chapecoense         | SC | 55     |
| 31º     | (1)                    | Brasiliense         | DF | 53     |
| 32º     | (1)                    | Ponte Preta         | SP | 45     |
| 33º     | (1)                    | Juventude           | RS | 43     |
| 34º     | (1)                    | Bragantino          | SP | 25     |
| 35º     | (1)                    | Paulista            | SP | 22     |
| 36º     | (1)                    | Santo André         | SP | 22     |

| Pos.    | Pos.                   | Clube               | UF | Pontos |
| Em 2017 | Comparados aos de 2016 | Clube               | UF | Pontos |
| ------- | ---------------------- | ------------------- | -- | ------ |
| 1º      | Aumento                | Flamengo            | RJ | 971    |
| 2º      | Baixa                  | São Paulo           | SP | 946    |
| 3º      | Aumento                | Corinthians         | SP | 897    |
| 4º      | Estável                | Palmeiras           | SP | 893    |
| 5º      | Estável                | Santos              | SP | 868    |
| 6º      | Estável                | Cruzeiro            | MG | 815    |
| 7º      | Aumento                | Grêmio              | RS | 745    |
| 8º      | Estável                | Vasco da Gama       | RJ | 743    |
| 9º      | Estável                | Internacional       | RS | 734    |
| 10º     | Estável                | Fluminense          | RJ | 663    |
| 11º     | Estável                | Atlético Mineiro    | MG | 627    |
| 12º     | Estável                | Botafogo            | RJ | 512    |
| 13º     | Estável                | Bahia               | BA | 410    |
| 14º     | Estável                | Sport               | PE | 379    |
| 15º     | Estável                | Ceará               | CE | 335    |
| 16º     | Estável                | Fortaleza           | CE | 323    |
| 17º     | Estável                | Coritiba            | PR | 318    |
| 18º     | Estável                | Paysandu            | PA | 302    |
| 19º     | Estável                | Vitória             | BA | 293    |
| 20º     | Estável                | Atlético Paranaense | PR | 254    |
| 21º     | Estável                | Goiás               | GO | 235    |
| 22º     | Estável                | CSA                 | AL | 218    |
| 23º     | Estável                | Náutico             | PE | 200    |
| 24º     | Estável                | Figueirense         | SC | 126    |
| 25º     | Estável                | Portuguesa          | SP | 98     |
| 26º     | Estável                | Criciúma            | SC | 95     |
| 27º     | Estável                | Bangu               | RJ | 70     |
| 28º     | Estável                | Guarani             | SP | 69     |
| 29º     | Estável                | São Caetano         | SP | 67     |
| 30º     | Aumento                | Chapecoense         | SC | 61     |
| 31º     | (1)                    | Brasiliense         | DF | 58     |
| 32º     | (1)                    | Ponte Preta         | SP | 52     |
| 33º     | (1)                    | Juventude           | RS | 43     |
| 34º     | (1)                    | Bragantino          | SP | 25     |
| 35º     | (1)                    | Paulista            | SP | 22     |
| 36º     | (1)                    | Santo André         | SP | 22     |

| Pos.    | Pos.                   | Clube               | UF | Pontos |
| Em 2018 | Comparados aos de 2017 | Clube               | UF | Pontos |
| ------- | ---------------------- | ------------------- | -- | ------ |
| 1º      | Estável                | Flamengo            | RJ | 986    |
| 2º      | Estável                | São Paulo           | SP | 946    |
| 3º      | (1)                    | Palmeiras           | SP | 925    |
| 4º      | (1)                    | Corinthians         | SP | 917    |
| 5º      | Estável                | Santos              | SP | 868    |
| 6º      | Estável                | Cruzeiro            | MG | 837    |
| 7º      | Estável                | Grêmio              | RS | 757    |
| 8º      | Estável                | Vasco da Gama       | RJ | 750    |
| 9º      | Estável                | Internacional       | RS | 734    |
| 10º     | Estável                | Fluminense          | RJ | 663    |
| 11º     | Estável                | Atlético Mineiro    | MG | 630    |
| 12º     | Estável                | Botafogo            | RJ | 522    |
| 13º     | Estável                | Bahia               | BA | 419    |
| 14º     | Estável                | Sport               | PE | 379    |
| 15º     | Estável                | Ceará               | CE | 341    |
| 16º     | Estável                | Fortaleza           | CE | 325    |
| 17º     | Estável                | Coritiba            | PR | 320    |
| 18º     | Estável                | Paysandu            | PA | 310    |
| 19º     | Estável                | Vitória             | BA | 295    |
| 20º     | Estável                | Atlético Paranaense | PR | 275    |
| 21º     | Estável                | Goiás               | GO | 241    |
| 22º     | Estável                | CSA                 | AL | 223    |
| 23º     | Estável                | Náutico             | PE | 206    |
| 24º     | Estável                | Figueirense         | SC | 132    |
| 25º     | Estável                | Portuguesa          | SP | 98     |
| 26º     | Estável                | Criciúma            | SC | 95     |
| 27º     | Estável                | Bangu               | RJ | 70     |
| 28º     | Estável                | Guarani             | SP | 69     |
| 29º     | Estável                | São Caetano         | SP | 67     |
| 30º     | Estável                | Chapecoense         | SC | 63     |
| 31º     | Estável                | Brasiliense         | DF | 59     |
| 32º     | Estável                | Ponte Preta         | SP | 52     |
| 33º     | Estável                | Juventude           | RS | 43     |
| 34º     | Estável                | Bragantino          | SP | 25     |
| 35º     | Estável                | Paulista            | SP | 22     |
| 36º     | Estável                | Santo André         | SP | 22     |

| Pos.    | Pos.                   | Clube               | UF | Pontos |
| Em 2019 | Comparados aos de 2018 | Clube               | UF | Pontos |
| ------- | ---------------------- | ------------------- | -- | ------ |
| 1º      | Estável                | Flamengo            | RJ | 1081   |
| 2º      | Estável                | São Paulo           | SP | 953    |
| 3º      | (1)                    | Corinthians         | SP | 927    |
| 4º      | (1)                    | Palmeiras           | SP | 925    |
| 5º      | Estável                | Santos              | SP | 883    |
| 6º      | Estável                | Cruzeiro            | MG | 844    |
| 7º      | Estável                | Grêmio              | RS | 764    |
| 8º      | Estável                | Vasco da Gama       | RJ | 757    |
| 9º      | Estável                | Internacional       | RS | 747    |
| 10º     | Estável                | Fluminense          | RJ | 663    |
| 11º     | Estável                | Atlético Mineiro    | MG | 633    |
| 12º     | Estável                | Botafogo            | RJ | 522    |
| 13º     | Estável                | Bahia               | BA | 425    |
| 14º     | Estável                | Sport               | PE | 388    |
| 15º     | Estável                | Ceará               | CE | 343    |
| 16º     | Estável                | Fortaleza           | CE | 338    |
| 17º     | Estável                | Coritiba            | PR | 320    |
| 18º     | Estável                | Paysandu            | PA | 313    |
| 19º     | (1)                    | Atlético Paranaense | PR | 296    |
| 20º     | (1)                    | Vitória             | BA | 295    |
| 21º     | Estável                | Goiás               | GO | 243    |
| 22º     | Estável                | CSA                 | AL | 228    |
| 23º     | Estável                | Náutico             | PE | 208    |
| 24º     | Estável                | Figueirense         | SC | 132    |
| 25º     | Estável                | Portuguesa          | SP | 98     |
| 26º     | Estável                | Criciúma            | SC | 95     |
| 27º     | Estável                | Bangu               | RJ | 70     |
| 28º     | Estável                | Guarani             | SP | 69     |
| 29º     | Estável                | São Caetano         | SP | 67     |
| 30º     | Estável                | Chapecoense         | SC | 65     |
| 31º     | Estável                | Brasiliense         | DF | 60     |
| 32º     | Estável                | Ponte Preta         | SP | 52     |
| 33º     | Estável                | Juventude           | RS | 43     |
| 34º     | Estável                | Bragantino          | SP | 25     |
| 35º     | Estável                | Paulista            | SP | 22     |
| 36º     | Estável                | Santo André         | SP | 22     |

| Pos.    | Pos.                   | Clube               | UF | Pontos |
| Em 2020 | Comparados aos de 2019 | Clube               | UF | Pontos |
| ------- | ---------------------- | ------------------- | -- | ------ |
| 1º      | Estável                | Flamengo            | RJ | 1121   |
| 2º      | Aumento                | Palmeiras           | SP | 985    |
| 3º      | Baixa                  | São Paulo           | SP | 953    |
| 4º      | Baixa                  | Corinthians         | SP | 934    |
| 5º      | Estável                | Santos              | SP | 903    |
| 6º      | Estável                | Cruzeiro            | MG | 844    |
| 7º      | Estável                | Grêmio              | RS | 781    |
| 8º      | Aumento                | Internacional       | RS | 762    |
| 9º      | Baixa                  | Vasco da Gama       | RJ | 757    |
| 10º     | Estável                | Fluminense          | RJ | 670    |
| 11º     | Estável                | Atlético Mineiro    | MG | 640    |
| 12º     | Estável                | Botafogo            | RJ | 522    |
| 13º     | Estável                | Bahia               | BA | 434    |
| 14º     | Estável                | Sport               | PE | 378    |
| 15º     | Estável                | Ceará               | CE | 352    |
| 16º     | Estável                | Fortaleza           | CE | 344    |
| 17º     | Estável                | Coritiba            | PR | 322    |
| 18º     | Estável                | Paysandu            | PA | 318    |
| 19º     | Estável                | Atlético Paranaense | PR | 302    |
| 20º     | Estável                | Vitória             | BA | 292    |
| 21º     | Estável                | Goiás               | GO | 243    |
| 22º     | Estável                | CSA                 | AL | 229    |
| 23º     | Estável                | Náutico             | PE | 208    |
| 24º     | Estável                | Figueirense         | SC | 132    |
| 25º     | Estável                | Portuguesa          | SP | 98     |
| 26º     | Estável                | Criciúma            | SC | 95     |
| 27º     | Aumento                | Chapecoense         | SC | 71     |
| 28º     | Baixa                  | Bangu               | RJ | 70     |
| 29º     | Baixa                  | Guarani             | SP | 69     |
| 30º     | Aumento                | Brasiliense         | DF | 68     |
| 31º     | Baixa                  | São Caetano         | SP | 67     |
| 32º     | Estável                | Ponte Preta         | SP | 52     |
| 33º     | Estável                | Juventude           | RS | 43     |
| 34º     | Estável                | Bragantino          | SP | 25     |
| 35º     | Estável                | Paulista            | SP | 22     |
| 36º     | Estável                | Santo André         | SP | 22     |

| Pos.    | Pos.                   | Clube               | UF | Pontos |
| Em 2021 | Comparados aos de 2020 | Clube               | UF | Pontos |
| ------- | ---------------------- | ------------------- | -- | ------ |
| 1º      | Estável                | Flamengo            | RJ | 1176   |
| 2º      | Estável                | Palmeiras           | SP | 1052   |
| 3º      | Estável                | São Paulo           | SP | 963    |
| 4º      | Estável                | Corinthians         | SP | 939    |
| 5º      | Estável                | Santos              | SP | 903    |
| 6º      | Estável                | Cruzeiro            | MG | 847    |
| 7º      | Estável                | Grêmio              | RS | 793    |
| 8º      | Estável                | Internacional       | RS | 765    |
| 9º      | Estável                | Vasco da Gama       | RJ | 757    |
| 10º     | Aumento                | Atlético Mineiro    | MG | 687    |
| 11º     | Baixa                  | Fluminense          | RJ | 677    |
| 12º     | Estável                | Botafogo            | RJ | 522    |
| 13º     | Estável                | Bahia               | BA | 434    |
| 14º     | Estável                | Sport               | PE | 380    |
| 15º     | Estável                | Ceará               | CE | 354    |
| 16º     | Estável                | Fortaleza           | CE | 353    |
| 17º     | Aumento                | Atlético Paranaense | PR | 327    |
| 18º     | Estável                | Paysandu            | PA | 323    |
| 19º     | Baixa                  | Coritiba            | PR | 322    |
| 20º     | Estável                | Vitória             | BA | 292    |
| 21º     | Estável                | Goiás               | GO | 243    |
| 22º     | Estável                | CSA                 | AL | 234    |
| 23º     | Estável                | Náutico             | PE | 214    |
| 24º     | Estável                | Figueirense         | SC | 132    |
| 25º     | Estável                | Portuguesa          | SP | 98     |
| 26º     | Estável                | Criciúma            | SC | 95     |
| 27º     | Aumento                | Brasiliense         | DF | 73     |
| 28º     | Estável                | Chapecoense         | SC | 73     |
| 29º     | Baixa                  | Bangu               | RJ | 70     |
| 30º     | Baixa                  | Guarani             | SP | 69     |
| 31º     | Estável                | São Caetano         | SP | 67     |
| 32º     | Estável                | Ponte Preta         | SP | 52     |
| 33º     | Estável                | Juventude           | RS | 43     |
| 34º     | Estável                | Bragantino          | SP | 35     |
| 35º     | Estável                | Paulista            | SP | 22     |
| 36º     | Estável                | Santo André         | SP | 22     |

| Pos.    | Pos.                   | Clube               | UF | Pontos |
| Em 2022 | Comparados aos de 2021 | Clube               | UF | Pontos |
| ------- | ---------------------- | ------------------- | -- | ------ |
| 1º      | Estável                | Flamengo            | RJ | 1233   |
| 2º      | Estável                | Palmeiras           | SP | 1092   |
| 3º      | Estável                | São Paulo           | SP | 980    |
| 4º      | Estável                | Corinthians         | SP | 949    |
| 5º      | Estável                | Santos              | SP | 903    |
| 6º      | Estável                | Cruzeiro            | MG | 850    |
| 7º      | Estável                | Grêmio              | RS | 800    |
| 8º      | Estável                | Internacional       | RS | 780    |
| 9º      | Estável                | Vasco da Gama       | RJ | 757    |
| 10º     | Estável                | Atlético Mineiro    | MG | 699    |
| 11º     | Estável                | Fluminense          | RJ | 687    |
| 12º     | Estável                | Botafogo            | RJ | 522    |
| 13º     | Estável                | Bahia               | BA | 434    |
| 14º     | Estável                | Sport               | PE | 383    |
| 15º     | Aumento                | Fortaleza           | CE | 366    |
| 16º     | Baixa                  | Ceará               | CE | 354    |
| 17º     | Estável                | Atlético Paranaense | PR | 347    |
| 18º     | Estável                | Paysandu            | PA | 331    |
| 19º     | Estável                | Coritiba            | PR | 328    |
| 20º     | Estável                | Vitória             | BA | 292    |
| 21º     | Estável                | Goiás               | GO | 245    |
| 22º     | Estável                | CSA                 | AL | 234    |
| 23º     | Estável                | Náutico             | PE | 220    |
| 24º     | Estável                | Figueirense         | SC | 132    |
| 25º     | Estável                | Portuguesa          | SP | 98     |
| 26º     | Estável                | Criciúma            | SC | 95     |
| 27º     | Estável                | Brasiliense         | DF | 78     |
| 28º     | Estável                | Chapecoense         | SC | 73     |
| 29º     | Estável                | Bangu               | RJ | 70     |
| 30º     | Estável                | Guarani             | SP | 69     |
| 31º     | Estável                | São Caetano         | SP | 67     |
| 32º     | Estável                | Ponte Preta         | SP | 52     |
| 33º     | Estável                | Juventude           | RS | 43     |
| 34º     | Estável                | Bragantino          | SP | 35     |
| 35º     | Estável                | Paulista            | SP | 22     |
| 36º     | Estável                | Santo André         | SP | 22     |

| Pos.    | Pos.                   | Clube               | UF | Pontos |
| Em 2024 | Comparados aos de 2022 | Clube               | UF | Pontos |
| ------- | ---------------------- | ------------------- | -- | ------ |
| 1º      | Estável                | Flamengo            | RJ | 1275   |
| 2º      | Estável                | Palmeiras           | SP | 1157   |
| 3º      | Estável                | São Paulo           | SP | 1000   |
| 4º      | Estável                | Corinthians         | SP | 949    |
| 5º      | Estável                | Santos              | SP | 910    |
| 6º      | Estável                | Cruzeiro            | MG | 860    |
| 7º      | Estável                | Grêmio              | RS | 829    |
| 8º      | Estável                | Internacional       | RS | 780    |
| 9º      | Estável                | Vasco da Gama       | RJ | 757    |
| 10º     | Aumento                | Fluminense          | RJ | 755    |
| 11º     | Baixa                  | Atlético Mineiro    | MG | 743    |
| 12º     | Estável                | Botafogo            | RJ | 582    |
| 13º     | Estável                | Bahia               | BA | 449    |
| 14º     | Estável                | Sport               | PE | 398    |
| 15º     | Estável                | Fortaleza           | CE | 378    |
| 16º     | Estável                | Ceará               | CE | 371    |
| 17º     | Estável                | Atlético Paranaense | PR | 359    |
| 18º     | Estável                | Paysandu            | PA | 339    |
| 19º     | Estável                | Coritiba            | PR | 328    |
| 20º     | Estável                | Vitória             | BA | 298    |
| 21º     | Estável                | Goiás               | GO | 254    |
| 22º     | Estável                | CSA                 | AL | 234    |
| 23º     | Estável                | Náutico             | PE | 222    |
| 24º     | Estável                | Figueirense         | SC | 132    |
| 25º     | Aumento                | Criciúma            | SC | 107    |
| 26º     | Baixa                  | Portuguesa          | SP | 98     |
| 27º     | Estável                | Brasiliense         | DF | 79     |
| 28º     | Estável                | Chapecoense         | SC | 73     |
| 29º     | Estável                | Bangu               | RJ | 70     |
| 30º     | Estável                | Guarani             | SP | 69     |
| 31º     | Estável                | São Caetano         | SP | 67     |
| 32º     | Estável                | Ponte Preta         | SP | 52     |
| 33º     | Estável                | Juventude           | RS | 46     |
| 34º     | Estável                | Bragantino          | SP | 35     |
| 35º     | Estável                | Paulista            | SP | 22     |
| 36º     | Estável                | Santo André         | SP | 22     |